# Cord Bonow
Cord Bonow, auch Curdt, Kord, Konrad oder Kurt von Bonow († 1417 oder 1419 in Groß Kiesow) war ein römisch-katholischer Geistlicher, Generalvikar des Bischofs von Cammin und Rat der Herzöge von Pommern. Er ist vor allem durch den Konflikt mit der Stadt Stralsund bekannt, der im Papenbrand thom Sunde gipfelte.

## Leben
Cord Bonow entstammte dem rügischen Adelsgeschlecht Bonow. Kosegarten vermutete in ihm den 1389 an der juristischen Fakultät der Universität Prag eingeschriebenen Conradus Bonow de ruya. Er war Licentiat der Rechte und Archidiakon von Tribsees. Seine geistliche Machtstellung als oberster Kirchenherr in Stralsund übte er im Namen des Bischofs von Schwerin aus. 1407 geriet er wegen Opfergaben in Streit mit Stralsund, weshalb er die Stadt verließ, mit einem Heer zurückkehrte und die Stralsunder Feldmark plündern ließ. Die Folge der dabei verübten Gewalttaten war ein Aufstand der Stralsunder Bürger gegen die kirchliche Obrigkeit, der sogenannte Papenbrand thom Sunde, der einen jahrelangen Konflikt zwischen Stralsund und dem Bistum Schwerin nach sich zog.
Nach 1410 wurde er Generalvikar des Bischofs von Cammin, Magnus von Sachsen-Lauenburg. In dessen Namen schloss er 1413 ein förmliches Bündnis mit dem Deutschen Orden gegen den Herzog Bogislaw VIII. von Pommern, der dem Stift Cammin verschiedene Schlösser und Ländereien vorenthielt.
Er diente dem Herzog Wartislaw VIII. als Rat und war 1415 einer der Unterhändler bei der Schlichtung des Streits mit der Stadt Greifswald. Nach des Herzogs Tod stand er an der Spitze des Regentschaftsrates für die unmündigen Söhne und Neffen des Herzogs und erlangte großen Einfluss bei der Herzoginwitwe Agnes. Ende 1416 reiste er mit einer Abordnung nach Berlin, um vom brandenburgischen Kurfürsten Friedrich I. einen Schuldbrief für die Auslösung der durch Pommern besetzten Uckermark entgegenzunehmen. 1417 oder 1419 wurde er von dem Landmarschall Degener Buggenhagen erschlagen, der ebenfalls dem Regentschaftsrat angehörte.